# György Kolonics
György Kolonics (24. června 1972, Budapešť, Maďarsko – 15. července 2008, Budapešť) byl maďarský rychlostní kanoista. Dvakrát se stal olympijským vítězem a získal dvě bronzové olympijské medaile.
Zemřel v červenci 2008 na zástavu srdce při tréninku na svou pátou olympiádu.